# Reformierte Kirche Wohlen

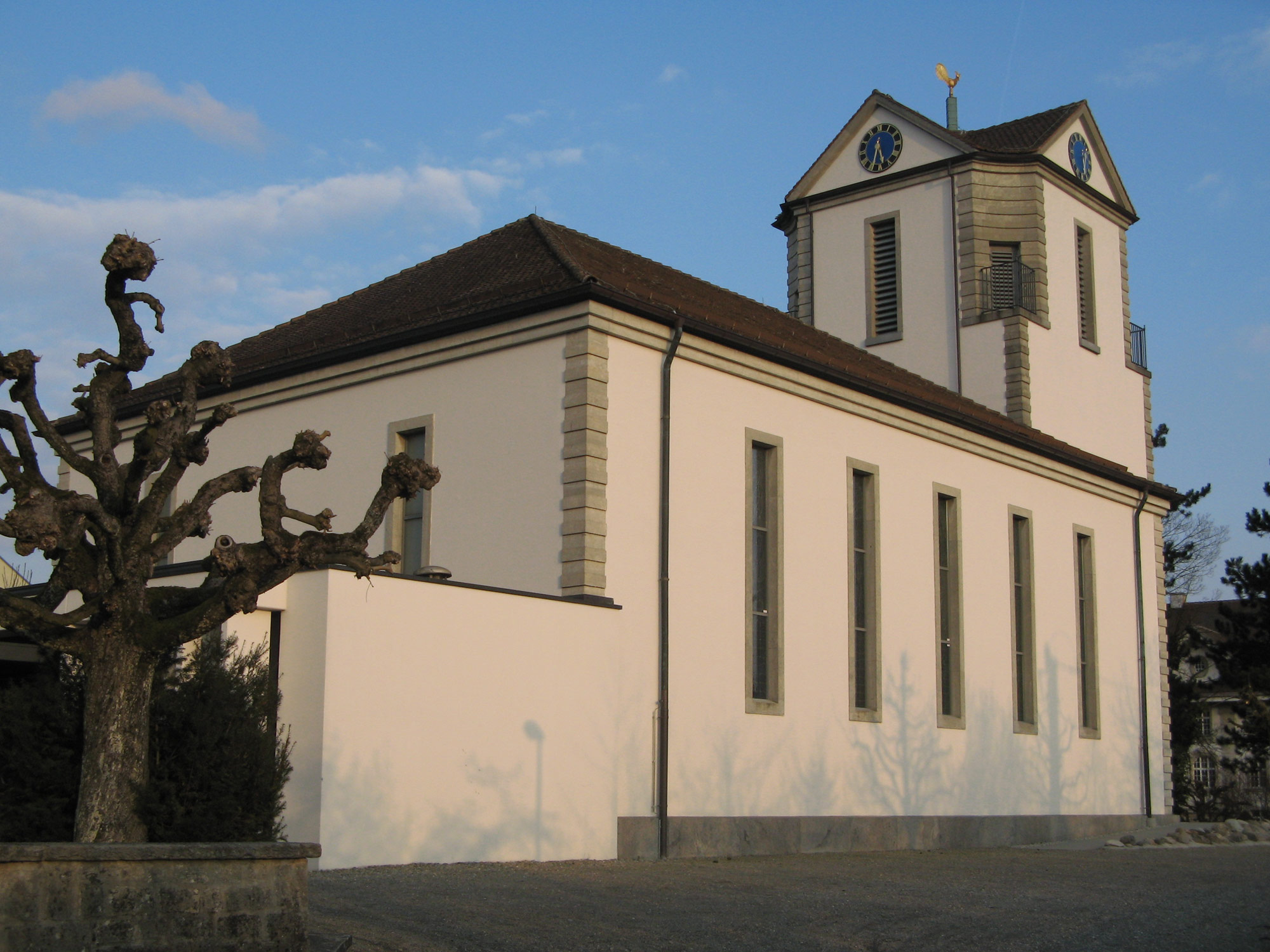
Reformierte Kirche Wohlen

Die Reformierte Kirche Wohlen ist ein reformiertes Kirchengebäude in Wohlen im Schweizer Kanton Aargau. Sie wurde 1926 erbaut und befindet sich leicht erhöht auf einem Hügel schräg gegenüber dem Bahnhof Wohlen. Die Reformierte Kirchgemeinde Wohlen umfasst auch die umliegenden Orte Anglikon, Büttikon, Hilfikon, Uezwil, Villmergen (mit Filialkirche) und Waltenschwil; sie ist Teil des Dekanats Lenzburg der Reformierten Landeskirche Aargau.

## Geschichte
Ab 1523 erlebte Wohlen eine kurze reformatorische Phase und trat im Mai 1529 geschlossen zur neuen Konfession über. Nach der Niederlage der reformierten Orte im Zweiten Kappelerkrieg wurden die Dörfer in den nördlichen Freien Ämtern jedoch im November 1531 gemäss den Bestimmungen des Zweiten Kappeler Landfriedens rekatholisiert. Wohlen war danach rund drei Jahrhunderte lang ausschliesslich römisch-katholisch. Angehörige der reformierten Konfession liessen sich erst wieder zu Beginn des 19. Jahrhunderts nieder, als der Kanton Aargau die Religionsfreiheit per Verfassung garantierte und die Industrialisierung einsetzte. Im Bezirkshauptort Bremgarten entstand 1845 eine reformierte Kirchgemeinde, zu der auch Wohlen gehörte. Der Bremgarter Pfarrer hielt erstmals 1879 eine Predigt in Wohlen.
Insbesondere nach der Jahrhundertwende stieg die Zahl der Reformierten in Wohlen rasch an, so dass man den Bau einer eigenen Kirche in Erwägung zog. Die Bettags-Kollekte von 1905 bildete den Grundstock für den Baufonds, 1911 konstituierte sich der reformierte Kirchenbauverein. 1916 trat der Wohler Arzt Roman Müller den Hübelacker beim Bahnhof als Bauplatz ab, drei Jahre später stimmte die Kirchgemeinde Bremgarten dem Bau einer zweiten Kirche zu und erklärte sich bereit, diese im Falle einer Verselbständigung unentgeltlich zu überlassen. Zwar lag bereits 1917 ein Bauprojekt vor, doch der Baubeginn verzögerte sich wegen Kostensteigerungen bis zum 20. Juni 1925. Die Einweihung der Kirche erfolgte am 12. September 1926. Im Jahr 1956 machte sich die Kirchgemeinde Wohlen von Bremgarten selbständig, 1974/75 erfolge eine umfassende Renovation der Kirche.

## Kirchengebäude
Architekt des Kirchengebäudes war Emil Schäfer aus Zürich, der auch die reformierten Kirchen in Cham, Dietikon und Horn TG entwarf. Das Äussere der Kirche weist die strenge schnörkellose Form eines Quaders auf. Der Kirchturm, der die Sakristei, die technischen Einrichtungen und ein Zimmer für den Pfarrer enthält, fiel im Vergleich zum übrigen Baukörper relativ niedrig aus. Grund dafür waren Befürchtungen, dass der Boden durch die nahe Eisenbahnlinie gelockert worden sein könnte und ein grösserer Turm nicht stabil genug wäre.
Ein vom Baufonds unabhängiger Orgelfonds erwarb eine Goll-Orgel. Aus finanziellen Gründen und zur Vermeidung weiterer Verzögerungen des Baubeginns verzichtete man zunächst auf den Einbau von Glockengeläut und Turmuhr. Die reformierte Kirchgemeinde Brugg stellte jedoch eine überzählige Glocke aus dem Jahr 1670 zur Verfügung. Die Turmuhr wurde schliesslich 1933 installiert, ebenso ein eigenes Geläute der Glockengiesserei H. Rüetschi in Aarau.
Nach mehrjähriger Planungszeit wurde die Kirche von September 1974 bis März 1975 umfassend renoviert. An den Eingang wurde eine Vorhalle angebaut, im Innern die Ausstattung vollständig erneuert (Orgel von Goll 1975, Vorführeinrichtungen, Tauf- und Abendmahltisch, Beleuchtung, Heizung und Bestuhlung). Die Gebäudehülle und der Turm blieben unverändert, ebenso das Dach und die Emporen. Seit 1991 verfügen die Kirchenfenster über Glasmalereien.